# Scorching Fury
Scorching Fury è un film del 1952 diretto da Rick Freers.
È un western statunitense con Richard Devon, William Leslie, Peggy Nelson.

## Produzione
Il film, diretto da Rick Freers su una sceneggiatura di James Craig e Richard Devon, fu prodotto da Don Rose per la Fraser Productions.

## Distribuzione
Il film fu distribuito negli Stati Uniti nel 1952 dalla Fraser Productions.